# 馬尼卡拉瓜
22°9′0″N 79°58′35″W / 22.15000°N 79.97639°W

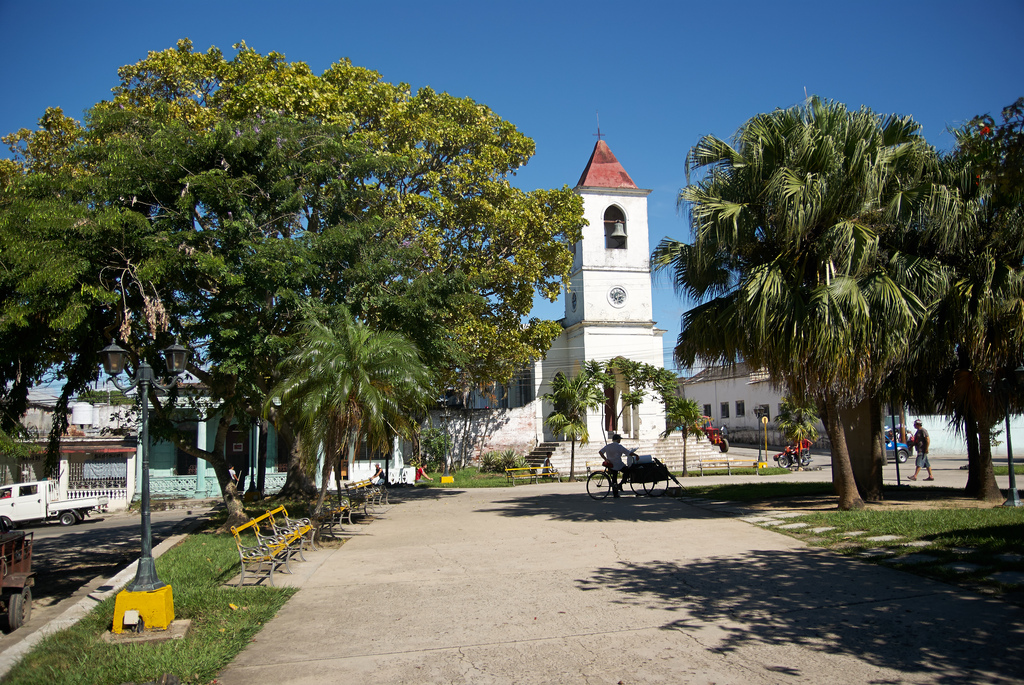

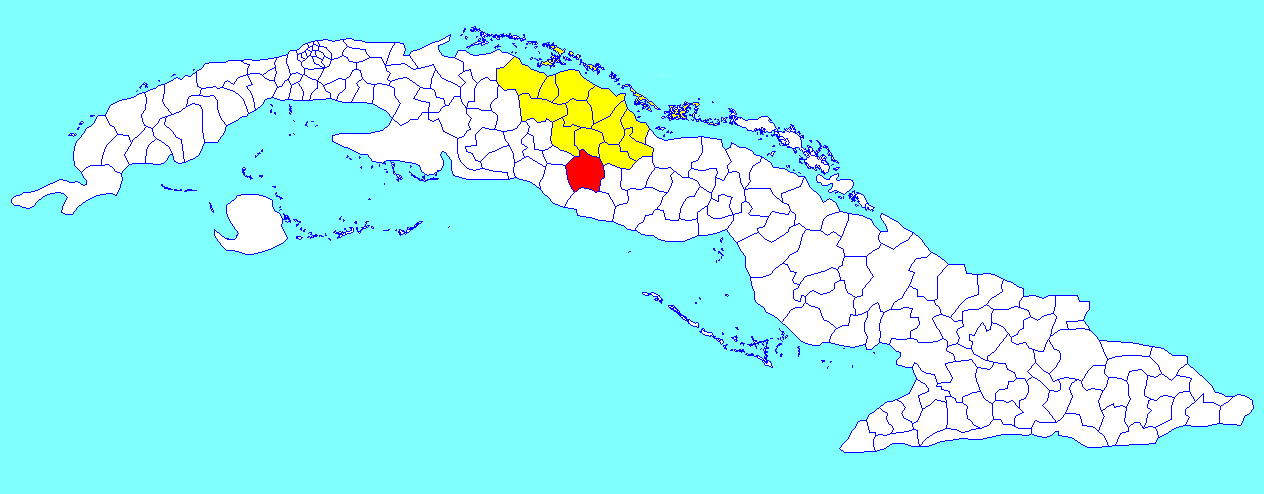

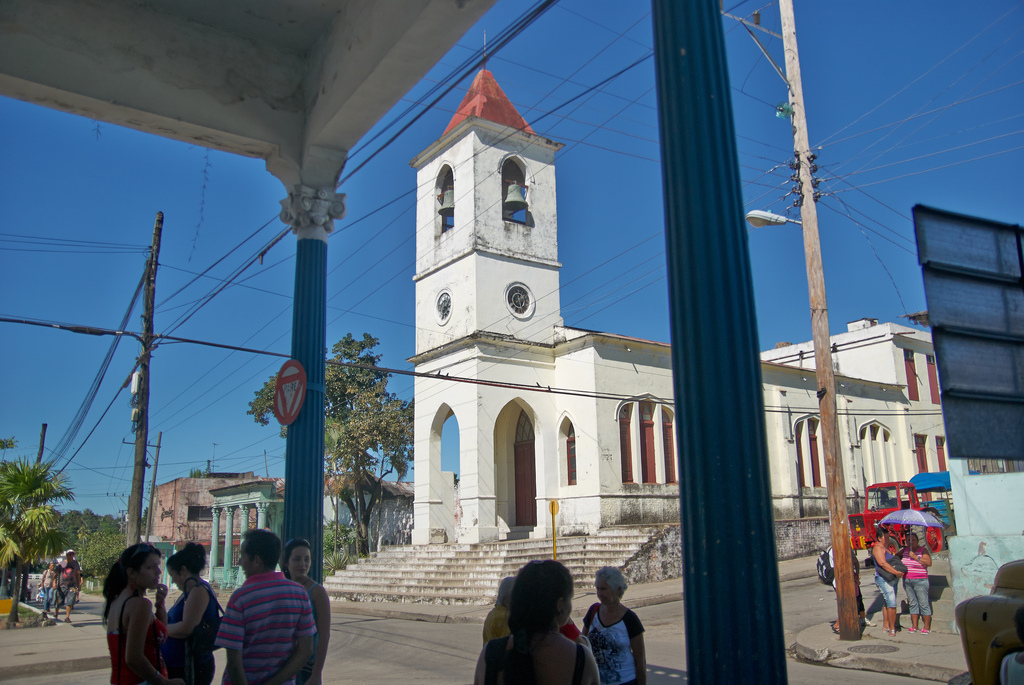

馬尼卡拉瓜（西班牙語：Manicaragua）是古巴的城鎮，位於該國中部，由比亞克拉拉省負責管轄，面積1,063平方公里，海拔高度150米，2004年人口73,370，人口密度每平方公里69.0人。